# My Giant Life
My Giant Life (Brasil: Minha Vida de Gigante ) é um reality de televisão americano que estreou no canal a cabo TLC, em 14 de julho de 2015. A 1ª temporada da série girou em torno de 4 mulheres que são mais altas do que 1,98 m. A 2ª temporada segue três das quatro mulheres da primeira temporada, com Nancy Mulkey sendo substituída por uma nova mulher de 2,57 m nova-iorquina nascida na Alemanha, Katya e sua esposa americana de 1,57 m.

## Resumo da série
| Temporada | Episódios          | Exibido originalmente em | Exibido originalmente em |
| Temporada | Primeiro foi ao ar | O último foi ao ar       |                          |
| --------- | ------------------ | ------------------------ | ------------------------ |
| 1         | 6                  | 14 de julho de 2015      | 18 de agosto de 2015     |
| 2         | 8                  | 7 de junho de 2016       | 26 de julho de 2016      |
| 3         | 8                  | 17 de setembro de 2017   | 5 de novembro de 2017    |